# Капитаны песка
«Капитаны песка» (также «Песчаные капитаны», «Капитаны песчаных карьеров», порт. Capitães da Areia) — роман 1937 года бразильского писателя Жоржи Амаду. Это один из ранних романов писателя, написанный, когда ему было 25 лет, и вместе с тем одно из наиболее известных (и любимых в Бразилии) его произведений. Входит в «баиянский цикл» романов, повествующих о жизни бедняков в бразильском штате Баия в 1930—1940-е годы.

## Сюжет
Действие происходит в Баие в 1930-е годы. Роман повествует о банде беспризорников, которых прозвали «капитаны песка», потому что их штаб-квартирой стали песчаные пляжи гавани:

Что было у них? — Только безграничная свобода, только улицы и пляжи этого города, где они вели не всегда лёгкую жизнь, добывая еду и одежду всеми возможными способами: подносили чемоданы, воровали бумажники и шляпы. Иногда грабили, иногда просили милостыню.
— 
Всего банда насчитывала более ста человек в возрасте от 8 до 16 лет. Главные герои романа — мальчишки Педро Пуля (15-летний вожак банды), Жоан Длинный, Профессор, Хромой, Сачок, Кот, Сухостой, Фитиль, Бузотёр, а также их взрослые друзья: священник Жозе Педро, портовый рабочий-забастовщик Жоан де Адам, капоэйрист Божий Любимчик, жрица культа кандомбле дон’Анинья.
В первой части «Под луной, в старом заброшенном складе» рассказывается о том, что привело главных героев в ряды «капитанов песка» и о разных эпизодах из жизни банды: о дерзких ограблениях и помощи друзьям в борьбе с полицейскими.
Во второй части «Ночь великого покоя твоих глаз» в банду попадает 13-летняя Дора и её младший брат, у которых умерли родители. Дора становится сестрой и матерью для «капитанов песка», а для Педро Пули ещё и невестой. Однако во время одного из ограблений её и Педро Пулю хватает полиция. Педро удаётся бежать из исправительной колонии, «капитаны» выкрадывают Дору из сиротского приюта, однако там Дора заболевает лихорадкой и вскоре умирает в убежище «капитанов песка».
В третьей части «Песни Баии, песни свободы» рассказывается о судьбе членов банды на протяжении нескольких лет после смерти Доры. Профессор становится художником, картины которого о жизни бедняков потрясли всю страну. Фитиль становится монахом, о чём он мечтал после встречи с падре Жозе Педро. Хромой погибает во время одного из нападений, Сачок становится городским бродягой, Кот — крупным спекулянтом, Сухостой вступает в банду «благородного разбойника» Лампиао и сражается с полицией, Жоан Длинный уходит в плавание на корабле. Но ни одна из этих дорог не подходит Педро Пуле — его «зовёт Революция», он хочет изменить судьбу всех бедняков и вступает в коммунистическую партию, а из «капитанов песка» создает боевую группу, которая помогает рабочим во время стачек и забастовок.

## Критическая оценка
«Капитаны песка» (1937) обозначили новую ступень художественных поисков Амаду. Казалось бы, по сравнению с «Мёртвым морем» фольклорные мотивы здесь несколько отступают на задний план, уходят в подтекст. Зато пристальность и беспощадная правдивость, с которой рассмотрена в романе судьба группы баиянских беспризорников, напоминают социологическую протокольность первых книг Амаду — «Какао» и «Пот». Жизнь этих нищих подростков предстает перед нами во всех деталях, порой забавных, порой грубо отталкивающих. Амаду чётко обозначает расовые и социальные характеристики каждого члена группы. Он стремится к предельной точности в передаче речи персонажей, не боясь шокировать читателя. И тем не менее эта стихия жесткого документализма прочно сплавляется в романе с другой стихией — фольклорно-поэтической. В убогой жизни героев Амаду неизменно присутствует поэзия. «Капитаны песка», «одетые в лохмотья, грязные, голодные, агрессивные, сыплющие непристойностями и охотящиеся за окурками, были настоящими хозяевами города: они знали его до конца, они любили его до конца, они были его поэтами» — таков авторский комментарий, играющий важную роль в художественном целом романа.
— Тертерян И. А. [www.lib.ru/INPROZ/AMADU/about.txt Мир Ж. Амаду] // Амаду Ж. Собрание сочинений в 3 томах. — М., 1986. — Т. 1. — С. 5—26.

## Русские переводы
В 1951 году общественная деятельность Жоржи Амаду отмечена Международной Сталинской премией «За выдающиеся заслуги в деле борьбы за укрепление и сохранение мира». По всей видимости, с этим событием был связан и первый перевод отрывка из романа на русский язык, появившийся в журнале «В защиту мира» в 1952 году под заголовком «Песчаные капитаны» (имя переводчика не указано, а перевод был, вероятно, сделан с испанского варианта).
Новый перевод Ю. Калугина опубликован в «Молодой гвардии» за 1976 год (журнальный вариант, сокращённый примерно наполовину), по всей видимости, был вызван огромным успехом фильма Холла Бартлетта «Генералы песчаных карьеров», вышедшего на экраны в СССР в 1974 году. Роман особого интереса не вызвал.
К 75-летию Жоржи Амаду в 1987 году вышел трёхтомник писателя на русском языке, куда вошли и «Капитаны песка» в переводе А. Богдановского.
В 2000 году опубликован новый полный перевод романа, выполненный Е. Беляковой.
Начиная с 1990-х годов роман (в разных переводах) стал выходить и под названием «Генералы песчаных карьеров», по-видимому для того, чтобы читатель смог легче ассоциировать его с фильмом.

## Экранизации, постановки
В 1971 году в США по роману снят кинофильм «Генералы песчаных карьеров», ставший культовым в СССР. В честь этого кинофильма роман в просторечии иногда называют так же.
Роман дважды экранизировался в Бразилии. В 1989 году вышел телесериал из 10 серий, режиссёр Вальтер Лима. В 2011 году к столетию со дня рождения Жоржи Амаду снята ещё одна экранизация романа — «Капитаны песка», в качестве режиссёров которой выступили Сесилия Амаду (внучка Жоржи Амаду) и оператор Гай Гонсалвес.
Роман инсценировался в России Московским молодёжным театром п/р Вячеслава Спесивцева и Алтайским театром драмы имени Шукшина.

## Основные издания на русском языке
- Жоржи Амаду. Песчаные капитаны // В защиту мира. 1952. № 18. С. 69—80.
- Жоржи Амаду. Песчаные капитаны // Молодая гвардия. 1976. № 10. С. 3—110; № 11. С. 107—160.
- Жоржи Амаду. Мёртвое море. Капитаны песка. М., 1992. — 476 с.
- Жоржи Амаду. Генералы песчаных карьеров. СПб. 1994. С. 5—276.
- Жоржи Амаду. Песчаные капитаны. Ростов-на-Дону: Феникс, 2000. — 316 с.
- Жоржи Амаду. Капитаны песка. Лавка чудес. Москва: Эксмо-Пресс, 2002. — 608 с.